# تشارلز كالفرت
تشارلز كالفرت (21 مارس 1833 - 7 أبريل 1905) (بالإنجليزية: Charles Calvert)‏ هو لاعب كريكت بريطاني.